# Željko Bebek
Želimir "Željko" Bebek (Sarajevo, 16 december 1945) is een Kroatisch zanger uit Bosnië en Herzegovina. Hij is vooral bekend als de zanger van de voormalige Joegoslavische rockband "Bijelo dugme" van 1974 tot 1984. Hij heeft ook een succesvolle carrière als solo-artiest.

## Discografie

### Bijelo Dugme

#### Studioalbums
- Kad bi bio bijelo dugme (1974)
- Šta bi dao da si na mom mjestu (1975)
- Eto! Baš hoću! (1976)
- Bitanga i princeza (1979)
- Doživjeti stotu (1980)
- Uspavanka za Radmilu M. (1983)

### Solo

#### Studioalbums
- Skoro da smo isti (1978)
- Mene tjera neki vrag (1984)
- Armija B (1985)
- Niko više ne sanja (1989)
- Pjevaj moj narode (1989)
- ...Karmin, pjesma i rakija (1990)
- ...A Svemir Miruje (1992)
- Gori svijet...ti ćeš ga ugasiti (1994)
- Puca mi u glavi (1995)
- S Tobom I Bez Tebe (1999)
- Ošini po prašini (2000)
- Kad poljubac pomiješaš sa vinom (2012)
- Ono nešto naše (2017)